# Jean Ache
Pour les articles homonymes, voir Ache (homonymie).
Jean Ache, de son vrai nom Jean-Baptiste Huet, né le 29 août 1923 au Havre et mort le 19 décembre 1985 à Joinville-le-Pont,, est un auteur français de bande dessinée.

## Biographie
Jean Ache, commence sa carrière dans l'animation, réalisant à 18 ans son premier dessin animé, L'Émule de Tartarin, avant d'entrer aux studios des Films de Cavaignac pour le dessin animé Calisto la petite nymphe. 
En 1943, il devient animateur du film d'Albert Dubout Anatole fait du camping. Au studio Dubout, il rencontre Frédéric de Nussy (pseudonyme Louis Frédéric) qui est le scénariste de ses premières bandes dessinées réalisées en 1943 et publiées sous l'occupation. Il prend contact avec la résistance qui lui fournit de faux-papiers et des cartes d'alimentation. Il passe ainsi au travers des multiples contrôles allemands à Paris.
En 1946, libéré de ses obligations militaires, il entame des collaborations avec des journaux destinés aux jeunes. 
Dans les années 1946-1949, il travaille pour les illustrés O.K. (où il rencontre Albert Uderzo), Mon journal et Kid Magazine.
En 1948, dans France Dimanche, il crée Les aventures d'Archibald où il renouvelle son personnage  de Biceps le costaud sentimental (1944-1948). 
En 1950, Pierre Lazareff décide de consacrer une page entière de France Soir à des bandes dessinées et s'adresse à lui. Pour cette page, Jean Ache crée la première héroïne française de la B.D. Arabelle, la dernière sirène.  La série de France-Soir (1950-1962: 4500 strips) s'adresse à un public adulte, ce qui n'avait jamais été fait avant lui. Par ailleurs, la femme qui jusque là était figurée de manière caricaturale (Bécassine) ou en fiancée de héros (Guy l'Eclair) occupe la place centrale d'héroïne.  Arabelle est habillée de robes de grands couturiers (Balmain, Dior, Fath, etc.), ce qui en fait une B.D. bien française. Arabelle sera ensuite reprise dans le magazine Tintin. 
Jean Ache crée à cette époque d'autres héroïnes, telles que Amanda, la pin-up fantôme, Coraline, etc.
Les années 1950 marquent l'apogée de sa carrière. Arabelle en strips quotidiens lui apporte un immense succès à 27 ans (elle est mentionnée par Jean Gabin dans un de ses films).
À partir de 1958, il collabore au Journal de Mickey pendant 10 ans avec la série Nic et Mino sur des scénarios de Claude Dupré. Il rencontre René Goscinny au journal Pilote et dessine de nouvelles aventures d'Archibald. 
Après 1968, il crée pour Pilote, qui a changé de style à ce moment-là, une série intitulée les Débutants célèbres de la bande dessinée : il illustre en B.D. à la manière de peintres tels que Picasso, Magritte, Miro, Buffet, etc. le conte Le Petit Chaperon rouge,, Alice au pays des surréalistes ou la Joconde,,(Gauguin, Picasso, etc.).
Il collabore également à des émissions de télévision (O.R.T.F.), avec Jean Nohain, et crée des dessins animés S.O.S. les Zlops attaquent pour la télévision.
On lui doit beaucoup d'autres personnages comme Achille, Lastuce et Crémolet (1946-1971), Archibald, le costaud sentimental (1948-1968), Tonton Molécule (1946-1957), B.B. Vitamine (1948-1967), Pastec le petit indien (1968-1970), Ortax, le robot (1978-1979), Supershoot, le joueur de football (1979-1982).
Afin d'initier le jeune public à l'art abstrait, il crée des planches où il met en scène des contes et des fables célèbres de Jean de La Fontaine sous des formes géométriques. Elles sont publiées en France et au Japon. Des lithographies en sont tirées.
Il travaille entre autres pour le magazine de l'armée TAM (Terre-Air-Mer) en relatant en bandes dessinées des épisodes célèbres de la guerre et des biographies de personnages illustres, mais également des dessins de prévention de la sécurité routière pour la gendarmerie nationale (Les Conseils du chef de gendarmerie Sagax). Il est demandé pour réaliser des publicités. 
De 1973 à son décès en 1985, il dessine Pat'Apouf pour Le Pèlerin, reprenant le personnage créé par Gervy.
Jean Ache a été « un des dessinateurs les plus prolifiques de la bande dessinée franco-belge », et avec son graphisme clair et limpide il s'impose « comme un authentique dessinateur populaire ».

## Œuvres publiées

### Revues
- Les Aventures de Tonton Molécule, in O.K. (1946-1949)
- Achille, Lastuce et Crémolet, in Mon journal (1946-1947), in Le Journal de Bibi Fricotin (1966-1971)
- Bisceps le Costaud sentimental, in Vaillant (1947-1948)
- B.B.Vitamine, in Kid Magazine (1948-1949)
- Archibald , in France Dimanche (1948-1957)
- Amanda, in France Dimanche (1948-1957)
- Le Crime ne paie pas, in France-Soir (1953)
- Arabelle la dernière sirène, in France-Soir (1950-1962)
- Gil Blas de Santillane, in Libération (1955-1956)
- Nic et Mino in Le Journal de Mickey (1958-1966)i
- Archibald, Le Petit Chaperon rouge à la manière de, La Joconde vue par, Lucky Luke à la manière de, etc. in Pilote (1965-1974)
- B.B.Vitamine in Les Pieds nickelés (1966-1968)
- Arabelle la Sirène, in Tintin (1972-1977)
- Les aventures de Flonflon in magazine Flonflon : 8 numéros de mars à octobre 1970[17]
- Les Conseils du chef de la gendarmerie Sagax, publié par l'ASSEGAR (1979-1982)
- Pat'Apouf  in Le Pèlerin (1973-1985)
- Georges Guynemer, René Mouchotte, Jean Bart, Edouard Branly, Les commandos Kieffer, Jean-Baptiste Charcot, les Taxis de la Marne, etc. in TAM (1980-1984)

### Albums
- Achille, collection Papillons, Editions Bias, 1954
- Arabelle la sirène : Paris by Night, Denoël, 1964
- Pastec,  éditions M.C.L. Paris, 5 volumes
- Arabelle la dernière sirène, Glénat, 1978
- Des Carrés et des ronds, préface de Françoise Xenakis, Balland, 1974.
- Maru to Shikaku no Sekai, éditions Saera shobo, Tokyo, 1974.
- Nic et Mino, 4 albums,  Editions Hardi,1962-1964
- Archibald, Bédésup, 1981

- Supershoot, Albin Michel

1. Les aventures de Supershoot, 1982
2. Tire au but, 1982

### Documentation
- Marjorie Alessandrini (dir.), « Jean Ache », dans L'Encyclopédie des bandes dessinées, Albin Michel, 1986, p. 10
- Dominique Petitfaux, « Jean Ache, 40 ans de BD (1944-1984) », dans Le Collectionneur de bandes dessinées no 45, 1984
- Patrick Gaumer, « Jean Ache », dans Larousse de la BD, Larousse, 2004, p. 3-4
- Exposition Jean Ache, peintures et dessins originaux, Le Havre, novembre 1984